# Sợi tơ hồng định mệnh
Sợi tơ hồng định mệnh, hay còn được gọi là sợi chỉ đỏ nhân duyên (tiếng Trung: 姻緣紅線; bính âm: Yīnyuán hóngxiàn), và các biến thể khác, là một tín ngưỡng Đông Á bắt nguồn từ thần thoại Trung Hoa. Khái niệm này thường được cho là một sợi dây màu đỏ (hồng trong tơ hồng nghĩa là màu đỏ) được quấn quanh ngón tay của những người được định mệnh kết nối với nhau và sẽ gặp nhau trong một hoàn cảnh nhất định vì họ là "tình yêu đích thực của nhau". Theo truyền thuyết Trung Quốc, vị thần phụ trách về những "sợi tơ hồng" được cho là Nguyệt Hạ Lão Nhân (月下老人), thường được viết tắt là Nguyệt Lão (月老), vị thần mai mối cao tuổi trên mặt trăng, và cũng là người phụ trách việc hôn nhân. Theo truyền thuyết Trung Quốc đầu tiên, nó được buộc vào mắt cá chân của cả hai người, trong khi ở văn hoá Nhật Bản nó được buộc từ ngón cái của người con trai vào ngón út của người con gái, và trong văn hoá Hàn Quốc, sợi chỉ đỏ được cho là được buộc vào ngón út của cả hai người. Dù vậy, ngày nay, các nền văn hoá thường mô tả sợi tơ được buộc vào ngón tay, thường là ngón út. Màu đỏ trong văn hoá Trung Hoa tượng trưng cho sự hạnh phúc và nó được sử dụng một cách nổi bật trong các đám cưới Trung Hoa truyền thống, chẳng hạn như để cho cả cô dâu và chú rể mặc màu đỏ trong suốt đám rước hoặc vào một số thời điểm trong các nghi lễ cưới hỏi.
Hai người được sợi tơ hồng kết nối với nhau là người yêu được định sẵn của nhau, bất chấp không gian, thời gian hay hoàn cảnh. Sợi tơ phép màu này có thể bị kéo ra hay rối lại, nhưng sẽ không bao giờ bị đứt. Giai thoại này tương tự với khái niệm tri kỉ hay bạn đời định mệnh ở phương Tây.

## Văn hoá dân gian
Một câu chuyện về sợi tơ hồng định mệnh kể về một cậu bé. Vào một đêm nọ, khi đang đi bộ về nhà, cậu thấy một ông già (Nguyệt Lão) đang đứng dưới ánh trăng. Ông già giải thích cho cậu bé rằng cậu được gắn kết với người vợ định mệnh bằng một sợi chỉ màu đỏ. Nguyệt Lão cho cậu thấy thấy cô bé mà sau này sẽ là vợ của cậu. Vì còn nhỏ và không có hứng thú với việc lấy vợ, cậu bé đã nhặt một hòn đá lên, ném nó vào cô bé rồi chạy đi. Nhiều năm sau, khi cậu bé đã trở thành một chàng trai trẻ, gia đình anh ta đã sắp đặt một cuộc hôn nhân cho anh. Vào đêm động phòng, vợ anh ta chờ anh trong phòng ngủ, với chiếc khăn voan được phủ lên đầu. Sau khi vén khăn lên. chàng trai rất vui mừng khi biết rằng vợ anh ta là một trong số những cô gái xinh đẹp nhất vùng. Tuy nhiên, cô ấy lại đeo trang sức lên phần lông mày. Khi chàng trai thắc mắc, cô gái mới trả lời rằng khi còn nhỏ, cô bị một cậu bé ném đá trúng đầu, để lại một vết sẹo trên lông mày. Cô đã cố tình đeo trang sức vào để che vết sẹo đó lại. Cô gái này thực chất cũng chính là người được kết nối với chàng trai bằng sợi chỉ màu đỏ mà Nguyệt Lão đã cho anh xem khi còn nhỏ, cho thấy họ đã được sợi tơ hồng định mệnh kết nối với nhau.
Một biến thể khác của câu chuyện lại kể rằng một chàng trai trẻ đã nói chuyện với Nguyệt Lão và hỏi ông xem mình sẽ kết hôn với ai, trong lòng nghĩ rằng ông ấy sẽ xe duyên mình với một cô gái giàu có. Nguyệt Lão chỉ vào một cô bé nghèo đang đi dạo với một người phụ nữ mù loà trong chợ, cho anh ta thấy sợi chỉ màu đỏ giữa hai người họ, và nói với chàng trai rằng sau này anh ta sẽ kết hôn với cô bé đó. Bực mình, anh ta đã sai đầy tớ giết chết hai mẹ con nhà kia và rời khỏi ngôi làng. Nhiều năm sau, chàng trai – giờ là một quan tân khoa – kết hôn với một người phụ nữ xinh đẹp đến từ một gia đình giàu có. Người vợ gần như là hoàn hảo đối với anh ta, ngoại trừ hai chi tiết: cô ấy đi khập khiễng và trán của cô được một miếng lụa che lại vì lí do nào đó. Khi chàng trai hỏi người vợ, cô vừa khóc vừa kể lại rằng cô thực ra là cháu gái chứ không phải là con gái của người chủ gia đình; cha mẹ cô đã qua đời khi cô còn nhỏ và ban đầu cô sống với bà vú của cô. Nhưng một ngày, một kẻ hung đồ đã đâm chết bà vú trong một khu chợ và làm cô bị thương, để lại vết sẹo và khiến cô suýt thì bị què. Chàng trai bây giờ mới tin lời Nguyệt Lão, sụt sùi thú nhận rằng anh đã chỉ huy cuộc tấn công đó, và giảng hoà với người vợ thành công.
Trong một câu chuyên khác, một cô gái thầm thương trộm nhớ một chàng trai và quyết định tỏ tình với anh ta. Không may thay, chàng trai đã từ chối cô và trêu đùa cô. Khi cô bỏ chạy đến một cái đài phun nước, cô gặp Nguyệt Lão và ông đã nói cho cô biết hai người là tri âm của nhau. Cô gái vẫn nổi giận và chạy đi. Khi cô trở thành một người phụ nữ, cô gặp một người đàn ông trẻ tuổi trông khá là quyến rũ và quen thuộc đối với cô. Sau đó, cô hỏi tên và người đàn ông nói ra tên của chàng trai năm ấy nhưng cô lại không nhận ra. Vào một ngày đặc biệt, người đàn ông kể cho cô rằng ngày trước, có một cô gái thích anh nhưng anh khi đấy lại ngu ngốc và đem cô gái đó ra làm trò cười. Anh ta sau đó đã thốt lên rằng cô gái đó có tên giống cô. Nhận ra người đàn ông chính là chàng trai đó, cô thừa nhân rằng mình chính là cô gái đó và anh ta cuối cùng cũng xin lỗi cô.